# 科学技術週間
科学技術週間（かがくぎじゅつしゅうかん）とは、日本の科学技術の振興を図り、科学技術について広く一般に理解と関心を深めるための週間。

## 時期
毎年、発明の日である4月18日を含む月曜日から日曜日までの一週間。
1960年（昭和35年）2月26日の閣議了解により制定。当初は4月18日 - 4月24日とされていたが、1974年（昭和49年）12月6日の科学技術庁の通達により、1975年（昭和50年）から現在の日程に変更された。

## 内容
この期間に、全国の科学館、博物館、試験研究機関、大学、企業など多くの施設・団体で、講演会、体験学習会、施設一般公開など各種科学技術に関するイベントが実施される。